# 索尼科
索尼科（義大利語：Sonico），是意大利布雷西亚省的一个市镇。总面积60平方公里，人口1275人，人口密度21.3人/平方公里（2009年）。国家统计（ISTAT）代码为017181。